# Léognan
Léognan é uma comuna francesa na região administrativa da Nova Aquitânia, no departamento da Gironda. Estende-se por uma área de 41,49 km². Em 2010 a comuna tinha 10 644 habitantes (densidade: 256,5 hab./km²).